# NK Podravac Podravska Moslavina
NK Podravac je nogometni klub iz Podravske Moslavine nedaleko Donjeg Miholjca u Osječko-baranjskoj županiji.
NK Podravac je član Nogometnog središta Donji Miholjac, te Županijskog nogometnog saveza Osječko-baranjske županije.
U klubu treniraju trenutačno seniori i pioniri.
Seniori se natječu u sklopu 2. ŽNL D. Miholjac. Klub je osnovan 1942.

## Vanjske poveznice
- http://www.donjimiholjac.hr/sportske-udruge